# Cape Wadworth
Cape Wadworth är en udde i Antarktis. Den ligger i Östantarktis. Nya Zeeland gör anspråk på området.
Terrängen inåt land är huvudsakligen kuperad, men åt sydost är den platt. Havet är nära Cape Wadworth norrut. Trakten är obefolkad. Det finns inga samhällen i närheten.